# Jonction triangulaire

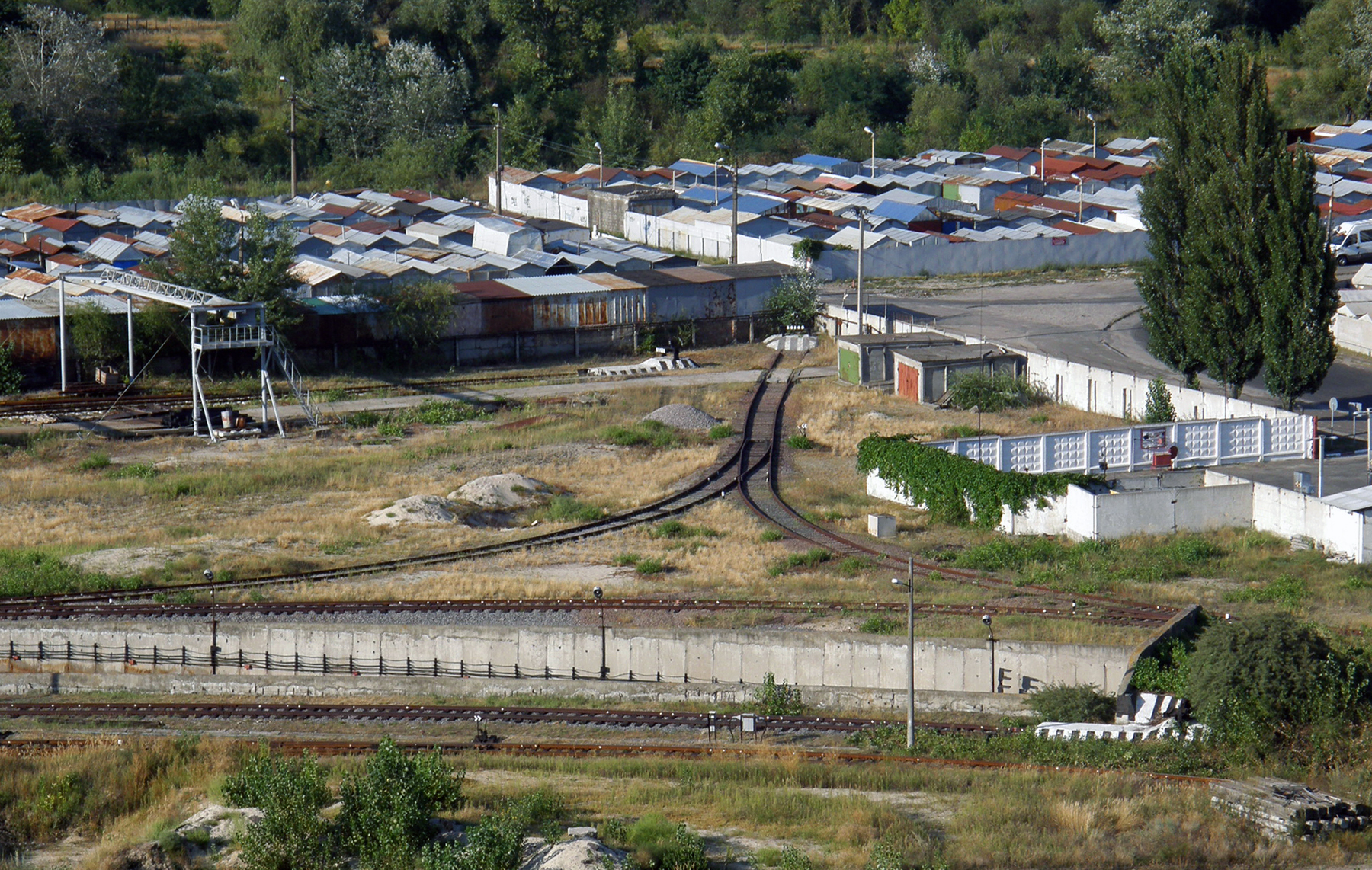
La junction triangulaire dans un dépôt Obolon de métro de Kiev

Une jonction triangulaire est une jonction ferroviaire entre trois voies ferrées, qui permet à chaque voie d'accéder directement à chacune des deux autres voies.